# Jean-Loup Dabadie

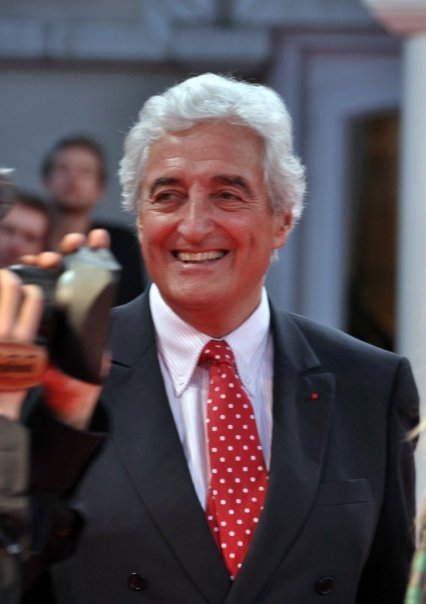
Jean-Loup Dabadie (2009)

Jean-Loup Dabadie (* 27. September 1938 in Paris; † 24. Mai 2020 ebenda) war ein französischer Schriftsteller, Liedtexter, Drehbuchautor und Mitglied der Académie française.

## Leben
Jean-Loup Dabadie wuchs in Grenoble auf, besuchte in Paris das Lycée Janson de Sailly und das Lycée Louis-le-Grand und studierte Literaturwissenschaft an der Sorbonne. Über Jean Vilar kam er zum Theater. Sehr früh fand er seine Berufung als Liedtexter, Schreiber von Sketchen und vor allem als Drehbuchautor. Zahlreichen französischen Unterhaltungskünstlern und Regisseuren lieferte er über Jahrzehnte Texte und Drehbücher für erfolgreiche Lieder, Sketche und Filme. Daneben schrieb er neun Theaterstücke und adaptierte andere. Seine Arbeit wurde mit zahlreichen Preisen gewürdigt. 2008 wurde er auf den Sitz Nr. 19 der Académie française gewählt. Er starb 2020 im Alter von 81 Jahren.

## Werke (Auswahl)

### Roman
- Les yeux secs. Seuil, Paris 1958.
- Les dieux du foyer. Seuil, Paris 1959.

### Sketche
- Bonne fête Paulette. Albin Michel, Paris 1993.

### Chansons
- Tant d’amour. Chansons. Galilée, Paris 2007.

### Drehbuch
- 1970: Die Dinge des Lebens (Les choses de la vie)
- 1971: Das Mädchen und der Kommissar (Max et les ferrailleurs)
- 1972: Ein schönes Mädchen wie ich (Une belle fille comme moi)
- 1972: César und Rosalie (César et Rosalie)
- 1972: Die Affaire (Chère Louise, La lunga notte di Louise)
- 1973: Mach’s gut, Nicolas (Salut, l’artiste)
- 1973: Ich – die Nummer eins (Le silencieux)
- 1974: Die Ohrfeige (La gifle)
- 1974: Vincent, François, Paul und die anderen (Vincent, François, Paul … et les autres)
- 1975: Die schönen Wilden (Le sauvage)
- 1976: Ein Elefant irrt sich gewaltig (Un éléphant ça trompe énormément)
- 1977: Wir kommen alle in den Himmel (Nous irons tous au paradis)
- 1977: Violette und François (Violette & François)
- 1978: Eine einfache Geschichte (Une histoire simple)
- 1981: Clara und die tollen Typen (Clara et les chics types)
- 1983: Garçon! Kollege kommt gleich! (Garçon!)
- 1984: Tödliche Angst (La septième cible)
- 2010: Das Labyrinth der Wörter (La tête en friche)

### Theater
- Neun Theaterstücke 1967–2002

## Auszeichnungen
- 2015: Kommandeur der Ehrenlegion[2] (Offizier 1995)
- Offizier des Ordre national du Mérite[3]
- Kommandeur des Ordre des Arts et des Lettres[3]